# Třída Näcken
Třída Näcken byla třída dieselelektrických ponorek švédského námořnictva. Nesly též označení typ A14. Vyvinuty byly pro operace v mělkém Baltském moři, zejména k průzkumu a obraně švédského pobřeží. Celkem byly postaveny tři ponorky této třídy. Ve službě byly od roku 1980. Roku 1989 se Näcken stala prvními švédskou ponorkou vybavenou pohonem nezávislým na přístupu vzduchu (Stirlingovy motory), což z nich učinilo plnohodnotné ponorky a nikoliv pouhé ponorné čluny. Jediným zahraničním uživatelem třídy bylo Dánsko, které mělo na několik let zapůjčenu ponorku Näcken. Celá třída již byla vyřazena ze služby. Ponorka Neptun byla zachována jako muzejní loď. Je vystavena v námořním vojenském muzeu Marinmuseum v Karlskroně.

## Stavba
Vývoj této třídy byl švédskou vládou schválen v roce 1972. V následujícím roce byla objednána stavba tří jednotek. Zatímco přídě a zádě ponorek stavěla loděnice Karlskronavarvet v Karlskroně, střední část stavěla loděnice Kockums v Malmö, která také zajistila jejich kompletaci. Do služby byly ponorky přijaty v letech 1980–1981.
Jednotky třídy Näcken:
| Jméno        | Založení kýlu | Spuštěna         | Vstup do služby  | Osud |
| ------------ | ------------- | ---------------- | ---------------- | --- |
| Näcken (Näl) | 1972          | 17. dubna 1978   | 25. dubna 1980   | Roku 2001 zapůjčena dánskému námořnictvu, zařazena 17. srpna 2001 jako Kronborg (S325), vyřazena 27. října 2004. |
| Najad (Naj)  | 1973          | 6. prosince 1978 | 5. prosince 1980 | Vyřazena 1999.                                                                                                   |
| Neptun (Nep) | 1974          | 13. srpna 1979   | 26. června 1981  | Vyřazena 1998, roku 2007 věnována Marinmuseum, muzejní loď.                                                      |

## Konstrukce

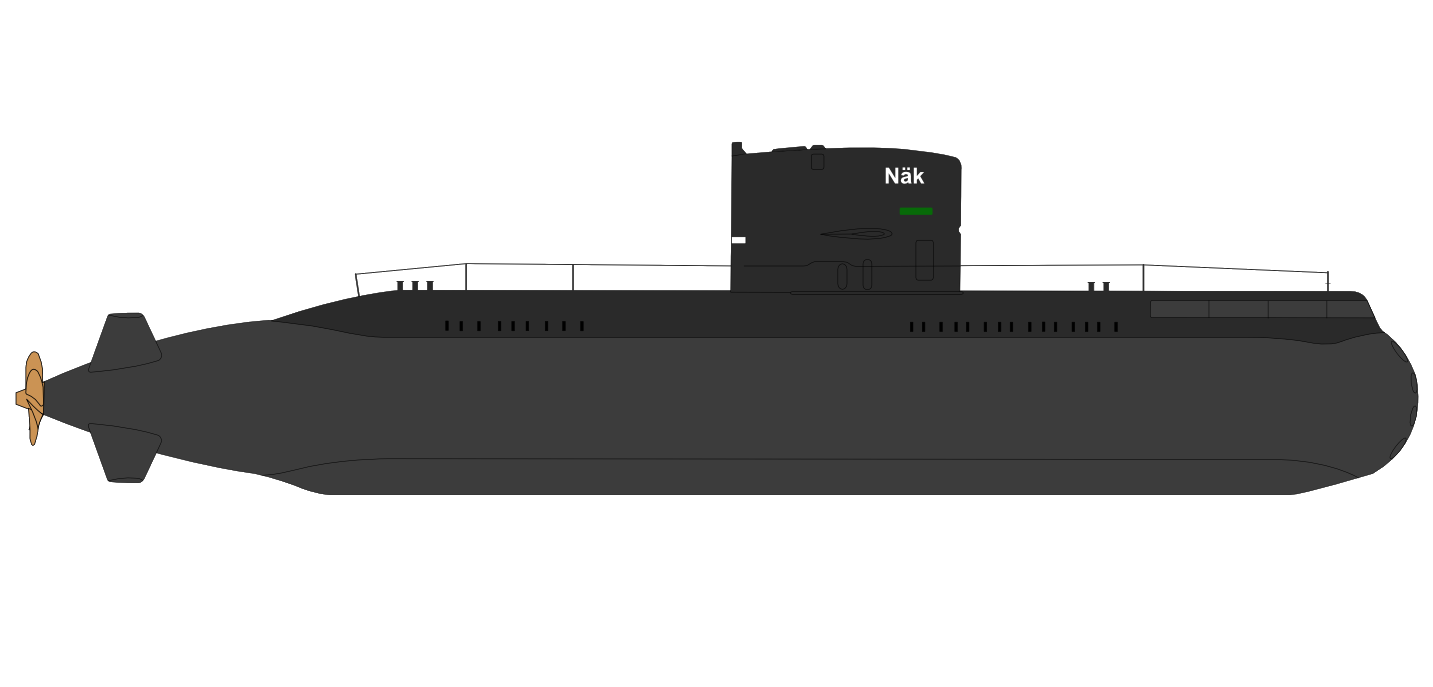
Ponorka Näcken před instalací Stirlingových motorů

Ponorky měly dvoupalubový kapkovitý trup, dimenzovaný pro maximální hloubku ponoru 300 metrů. Jeho povrch byl pokryt anechoickým potahem. Hloubková kormidla byla na velitelské věži, záďová kormidla byla uspořádána do X. Ponorky byly vybaveny navigačním radarem Terma, sonarovým komplexem CSU-83 a systémem elektronického boje AR-700-S5.
Výzbroj tvořilo šest torpédometů ráže 533 mm a dva další ráže 400 mm. Ponorky přitom mohly nést zásobu osmi těžkých 533mm torpéd (Tp 61B, Tp 613), určených k ničení lodí a zároveň čtyř lehkých 400mm torpéd (Tp 422, Tp 431) k ničení ponorek. Na vnějších závěsech ponorky mohly nést až 48 námořních min. Pohonný systém tvořil jeden diesel MTU 16V 652 MB o výkonu 1800 hp a jeden elektromotor ASEA o výkonu 1500 hp, pohánějící je lodní šroub. Nejvyšší rychlost dosahovala 10 uzlů na hladině a 20 uzlů pod hladinou.

### Modernizace

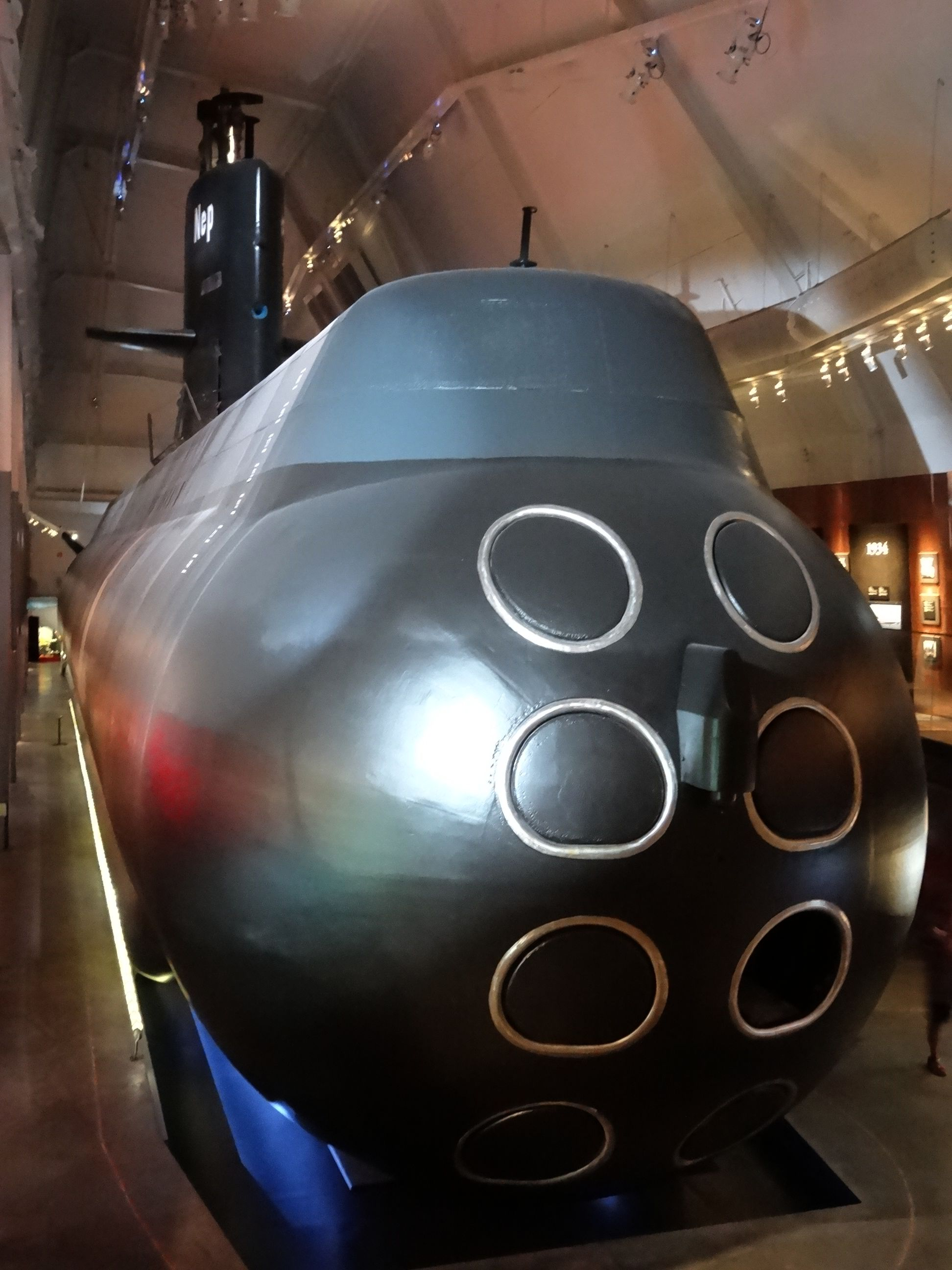
Ponorka Neptun vystavená v námořním muzeu v Karlskroně

V letech 1987–1988 byla ponorka Näcken loděnicí Kockums experimentálně vybavena pohonem nezávislým na přístupu vzduchu (AIP – Air Independent Propulsion). Do jejího trupu byla vložena osmimetrová sekce, obsahující především nádrže na kapalný kyslík a dva stirlingovy motory Stirling V4-275, každý o výkonu 102 hp. Ponorka pak mohla pod hladinou operovat déle než 14 dní. Do služby se vrátila 11. dubna 1989.

## Služba
Dne 27. října 1981 uvázla na skalisku u švédského ostrova Torumskär, ležícího několik kilometrů od nejdůležitější švédské námořní základny Karlskrona, sovětská konvenční ponorka S-363 (U-137) projektu 613 (v kódu NATO třída Whiskey). Ztroskotání vyvolalo vážný diplomatický incident. Do reakce švédského námořnictva byla zapojena také ponorka Neptun, která sovětské vlečné lodi zabránila ve vstupu do švédských vod.